# Deutsche Volksliste
Deutsche Volksliste (listina germánů či listina Němců), zkráceně DVL, byla listina, která měla za cíl zařazení obyvatel na Němci dobytém území za druhé světové války do kategorií podle kritérií „vhodnosti“ sestavených dle Heinricha Himmlera. Instituce vznikla v okupovaném západním Polsku, obdobné instituce byly následně vytvořeny v okupované Francii a v „Reichskommissariatu“ na Ukrajině.

## Vytvoření listiny
V roce 1939 Německo napadlo Polsko a přímo zabralo část jeho západního území – Gau Danzig/Západní Prusko, Wartheland/Povartí a Ostoberschlesien/Východní Horní Slezsko, zbytek „západní části státu“ zařadilo do nově vytvořeného Generálního gouvernementu.
Plán pro tehdejší Polsko, jak je stanoven v Generalplan Ost, byl „očistit“ nově připojené oblasti a podpořit germanizaci tohoto prostoru na úkor polských a obecně slovanských vlivů. To znamenalo deportaci nevyhovující části Poláků z těchto oblastí a zapojení etnických Němců z různých míst společně s Němci z Německa. Tento germanizační motiv byl hlavním důvodem pro vytvoření Volksliste.

## Rozdělení DVL
Lidé v první a druhé skupině byli považováni za Volksdeutsche (lidé německého původu žijící mimo původní Třetí říši, Volksdeutsche podporovala i nacistická ideologie a posilovala rozvoj v jejich komunitách v celé střední a východní Evropě). Lidé třetí skupiny byli tzv. „Němci k navrácení“ či „Němci na převýchovu“.
- Volksliste 1: Do této skupiny patřili lidé, kteří se aktivně ztotožňovali s nacionální ideologií politické strany NSDAP. Dále lidé patřící k německým spolkům (v zahraničí) podporující NSDAP či jejich ideologii. Do této skupiny patřila i nemalá část Mazurů, Slezanů a Kašubů.
- Volksliste 2: Lidé, kteří nevstoupili do německého spolku, ale udrželi si německý původ.
- Volksliste 3: Sem spadali lidé, kteří nemluvili německy (jejich rodný či obecně používaný jazyk), dle ideologie NSDAP byli považováni za příslušníky národa s „německou krví“. Do této skupiny patřili Kašubové, Mazurové a Slezané. Tito lidé nesměli patřit do polských politických spolků, pokud chtěli patřit do této skupiny. Německou státní příslušnost bylo možné získat na základě odvolání.
- Volksliste 4: Lidé s tímto postavením měli určité výhody oproti ostatnímu „negermánskému“ obyvatelstvu.

Každý, kdo byl veden v DVL, byl považován za Němce (a každý Němec měl jistá privilegia i povinnosti, největší privilegia ale měli Němci z „Altreichu“).